# Sultanat de la Grande-Comore
 (mars 2025).
La mise en forme du texte ne suit pas les recommandations de Wikipédia : il faut le « wikifier ».
Les points d'amélioration suivants sont les cas les plus fréquents :
- Les titres sont pré-formatés par le logiciel. Ils ne sont ni en capitales, ni en gras.
- Le texte ne doit pas être écrit en capitales (les noms de famille non plus), ni en gras, ni en italique, ni en « petit »…
- Le gras n'est utilisé que pour surligner le titre de l'article dans l'introduction, une seule fois.
- L'italique est rarement utilisé : mots en langue étrangère, titres d'œuvres, noms de bateaux, etc.
- Les citations ne sont pas en italique mais en corps de texte normal. Elles sont entourées par des guillemets français : « et ».
- Les listes à puces sont à éviter, des paragraphes rédigés étant largement préférés. Les tableaux sont à réserver à la présentation de données structurées (résultats, etc.).
- Les appels de note de bas de page (petits chiffres en exposant, introduits par l'outil «  Source ») sont à placer entre la fin de phrase et le point final[comme ça].
- Les liens internes (vers d'autres articles de Wikipédia) sont à choisir avec parcimonie. Créez des liens vers des articles approfondissant le sujet. Les termes génériques sans rapport avec le sujet sont à éviter, ainsi que les répétitions de liens vers un même terme.
- Les liens externes sont à placer uniquement dans une section « Liens externes », à la fin de l'article. Ces liens sont à choisir avec parcimonie suivant les règles définies. Si un lien sert de source à l'article, son insertion dans le texte est à faire par les notes de bas de page.
- La présentation des références doit suivre les conventions bibliographiques. Il est recommandé d'utiliser les modèles {{Ouvrage}}, {{Chapitre}}, {{Article}}, {{Lien web}} et/ou {{Bibliographie}}. Le mode d'édition visuel peut mettre en forme automatiquement les références.
- Insérer une infobox (cadre d'informations à droite) n'est pas obligatoire pour parachever la mise en page.

Pour une aide détaillée, merci de consulter Aide:Wikification.
Si vous pensez que ces points ont été résolus, vous pouvez retirer ce bandeau et améliorer la mise en forme d'un autre article.
 (mars 2025).
1890–1912
Entités suivantes :
- Territoire des Comores

Le Sultanat de la Grande Comore était un protectorat français créé en 1890 par le sultan Said Ali bin Said Omar.
La capitale du Sultanat de la Grande Comore était située à Iconi avec pour palais administratif le palais Kapviridjewe.

## Organisation politique
Le sultan du Sultanat de la Grande Comore était le chef suprême de l'île. Son autorité était souvent contestée par des chefs locaux ou des clans puissants, mais il avait un rôle central dans la gestion de l'île et dans la médiation des conflits internes. Le Sultanat de la grande Comore était le seul sultanat à avoir son propre système monétaire. Les pièces du sultanat de la grande Comore ont été en circulation jusqu'en 1912 date à laquelle les Comores ont été annexées.

## Relations extérieures
Tout au long de son existence, le sultanat de la Grande Comore a entretenu des relations avec diverses puissances de l'océan Indien, y compris les royaumes côtiers de Madagascar, le Sultanat de Zanzibar  et les puissances commerciales européennes. 

## Fin du Sultanat
Le Sultanat de la Grande Comore est aboli en 1912 deux ans après l'abdication de Said Ali bin Said Omar et est annexé par la France.

## Héritage
Le Sultanat de la Grande Comore reste une partie importante de l'histoire des Comores. Bien que le système politique traditionnel ait été remplacé par une république fédérale, l'influence islamique et les traditions locales issues de cette époque continuent d'affecter la culture et l'organisation sociale des Comores contemporaines.